# ヘドリー
ヘドリー (Hedley) とは、2003年にカナダの西部に位置するブリティッシュ・コロンビア州,アボッツフォードにて結成されたポップ・ロックバンドである。カナダで絶大的な人気を誇る新世代バンドで、リリースした二枚のアルバムがカナダ国内で、プラチナム・ディスクに認定されている。また、2010年バンクーバーオリンピック閉会式でパフォーマンスを行っている。この時、歌われた楽曲は3rdアルバム「The Show Must Go」に収録されているヒット曲「"Cha-Ching"」。

## 現在のメンバー
- ジャコブ・ホッガード / Jacob Hoggard – (lead vocals, guitar, piano)
- トミー・マック / Tommy Mac – (bass, backing vocals)
- デイヴ・ロシン / Dave Rosin – (guitar, backing vocals)
- ジェイ・ベニ / Jay Beni – (drums)

## ディスコグラフィー

### アルバム
| 発売日         | アルバムのタイトル | 販売レーベル      | カナダアルバムチャート最高位 | セールス                    |
| 2005年9月6日   | Hedley             | Universal Records | 3位                          | ダブル・プラチナム (カナダ) |
| 2007年10月30日 | Famous Last Words  | Universal Records | 3位                          | プラチナム (カナダ)         |
| 2009年11月17日 | The Show Must Go   | Universal Records | 6位                          | ダブル・プラチナム (カナダ) |
| 2011年11月8日  | Storms             | Universal Records | 2位                          | プラチナム (カナダ)         |
| 2013年11月11日 | Wild Life          | Universal Records | 4位                          | プラチナム (カナダ)         |
| 2015年11月6日  | Hello              | Universal Records | 1位                          | ゴールド (カナダ)           |
| 2017年9月29日  | Cageless           | Universal Records | 2位                          |                             |

### DVD
- Try This at Home(2006)